# سورن أندرسن (لاعب كرة يد)
سورن أندرسن (23 مارس 1948 - ) (بالدنماركية: Søren Andersen)‏ هو لاعب كرة يد دانمركي. شارك في الألعاب الأولمبية الصيفية 1976.

## وصلات خارجية
- سورن أندرسن على موقع أوليمبيديا (الإنجليزية)